# Ernesto Belis
Ernesto Antonio Belis (1º febbraio 1909 – ...) è stato un calciatore argentino, di ruolo attaccante o difensore.

## Caratteristiche tecniche
Giocò inizialmente (1927-1928) come ala sinistra, per poi ricoprire il ruolo di centravanti nei tornei successivi con Excursionistas e Platense.